# Aspitates tonghata
Aspitates tonghata är en fjärilsart som beskrevs av Felder. Aspitates tonghata ingår i släktet Aspitates och familjen mätare. Inga underarter finns listade i Catalogue of Life.